# Bidgau
El Bidgau (dialectal, Bekow) fou una regió històrica de Lotaríngia durant l'alta edat mitjana, que abraçava aproximadament l'àrea del municipi actual de Bitburg-Land i del municipi d'Irrel. Limitada al nord per l'Eifelgau, a l'oest par l'Ardennengau, el Woëvre i el Saargau, al sud pel Bliesgau i a l'est pel Meinvelt i el Nahegau (fora de Lotaríngia); s'estenia sobre les dues ribes del Mosel·la i incloïa la ciutat episcopal de Trèveris, les abadies de Sant Maximí, de Prüm i d'Echternach. Les antigues subcomarques del pagus Caereses (entre el Prüm i el Kyll) i pagus Surensis (riba dreta del Sûre) en formaven part.
Els francs dividiren els seus territoris a partir del segle VII en comarques. Bidgau s'anomenava a la comarca a l'entorn del vicus de Beda, avui Bitburg. Fou generalment possessió de la casa de Luxemburg i de l'arquebisbe de Trèveris.

## Llocs al Bidgau
Baustert, Bitburg, Bollendorf, Dudeldorf, Dreis, Echternach, Eisenach, Fließem, Gonderange, Grevenmacher, Holsthum, Kenn, Klüsserath, Kröv, Kyllburg, Lasel, Longuich, Malberg, Malbergweich, Meckel, Mersch, Messerich, Metterich, Mettendorf, Newel, Oberweis, Peffingen, Prümzurlay, Rittersdorf, Schankweiler, Seffern, Sefferweich, Sinspelt, Speicher, Ürzig, Vianden, Waxweiler, Weiswampach, Wolsfeld

## Comtes al Bidgau
- Adalard († vers 877)
- Odocar († després de 890)
- Esteve, esmentat el 895, adversari de Zuentibold
- Wigeric († abans del 923), comte al Bidgau vers 909, comte palatí de Carles el Simple.
- Gozlí († 942/948), comte al Bidgau, fill de l'anterior
- Godofreu el Captiu († 996), comte al Bidgau vers 959, fill de l'anterior
- Enric I (fill de Sigefred). Comte al Bidgau 996, duc de Baviera del 1004 al 1026; mort el 1026 sense descedència.
- Enric II (fill de Frederic), nebot d'Enric I, comte al Bidgau 1026, duc de Baviera del 1042 al 1047, mort 1047 sense descendència.
- Giselbert, germà de l'anterior, comte de Salm, comte de Bidgau i de Luxemburg 1047.
- La dignitat de comte al Bidgau va desaparèixer a la meitat del segle XI i només va restar la de comtes de Luxemburg.